# El Toll de Pera
El Toll de Pera és un paratge constituït per un camp de conreu de secà del terme municipal de Conca de Dalt, a l'antic terme de Toralla i Serradell, al Pallars Jussà, en territori del poble de Torallola.
Està situat al sud de Torallola, a llevant de la partida de Sant Roc, a l'esquerra del barranc de Santa Cecília i a ponent de la partida de Santa Cecília, al sud de lo Comellar.